# Milan Maryška
Milan Maryška (23. března 1943 Žamberk – 4. prosince 2002 Izrael) byl český filmový dokumentarista, režisér a fotograf.

## Život a dílo
Žamberský rodák, v době totality byl vyloučen ze studií na FAMU, za natočení dokumentu o Janu Palachovi. V 80. letech nesměl točit, teprve koncem 80. let vznikly ceněné dokumenty z tehdejšího Sovětského svazu – např. cyklus Jenisej, člověk a řeka. Po roce 1989 několikrát vystoupil se svými filmy na podvečerech Masarykova demokratického hnutí v divadle Kolowrat (v pořadech o československých legiích) spolu s režisérem Vlastimilem Venclíkem. V letech 1990 až 1995 také vystupoval v doprovodných programech na výstavách (Herbert Masaryk, T. G. Masaryk - člověk a umění), které uspořádalo Masarykovo demokratické hnutí, zejména s filmy o československých legionářích. V roce 1994 natočil dokument Zapomenutí krajané o Češích žijících v kazašské stepi. V roce 1996 se do bývalého Sovětského svazu vydal s cestovatelem Miroslavem Zikmundem. Na Sibiři pak natočil také čtyřdílný cyklus Sibiř peklo, nebo ráj.
S jeho jménem jsou spojeny významné dokumentární cykly zachycující historii Československa:
- Zač jsme bojovali – čtyřdílný dokumentární cyklus o boji a životě Československých legionářů
- Svobody se nevzdáme – čtyřdílný cyklus o boji Čechů a Slováků za svobodu vlasti ve 2. světové válce
- Ztráta paměti – dokumentární tetralogie o lidech, kteří se dostali do komunistického vězení aj.
- Český holocaust – čtyřdílný dokument, který završil jeho obsáhlé mapování novodobé české historie.

Během natáčení závěrečného dílu Českého holocaustu v Izraeli Milan Maryška zemřel. Byl spoluzakladatelem nadace Člověk v tísni, pro kterou také natočil řadu snímků. Je držitelem celé řady cen a uznání, např. za rok 2001 získal Cenu Ferdinanda Peroutky.